# Sandro Loechelt
Sandro Loechelt (* 24. August 1995 in Kirchheimbolanden) ist ein deutscher Fußballspieler, der bei Wormatia Worms unter Vertrag steht.

## Karriere
Loechelt spielte ab 2012 in der A-Jugend von Wormatia Worms. Er wurde ab der Saison 2014/15 für in der ersten Mannschaft der Wormatia eingesetzt, die in der Regionalliga-Südwest spielte. Im Jahre 2017 wechselte Loechelt zunächst zur U23-Mannschaft von Mainz 05, bevor er 2019 ein Angebot des SV Waldhof Mannheim annahm, für dessen U23-Mannschaft in der Verbandsliga aufzulaufen. Im August 2019 spielte er erstmals für die erste Mannschaft in der 3. Liga und wurde einen Monat später dauerhaft in den Drittligakader der Waldhöfer berufen. Er kam jedoch nicht mehr in der dritten Liga zum Einsatz. 
Er wechselte in der Winterpause der Saison 2019/20 wieder zurück zu Wormatia Worms in die Fußball-Oberliga Rheinland-Pfalz/Saar.